# Nilto Tatto
Nilto Ignácio Tatto (Frederico Westphalen, 31 de julho de 1963) é um ambientalista, administrador e político brasileiro, filiado ao Partido dos Trabalhadores (PT) desde o início dos anos 1980.

## Biografia
Nascido em no Rio Grande do Sul, Nilto Tatto é de uma família de dez filhos. Seu pai, Jácomo Tatto, agricultor, mudou-se com a família do Rio Grande do Sul para o Paraná e do Paraná para São Paulo, em 1978. É irmão dos também políticos Arselino, Ênio, Nilto e Jair Tatto.
Entre 1983 e 1994, Tatto administrou o Centro Ecumênico de Documentação e Informação (CEDI).
Com o encerramento das atividades do CEDI, em 1994, participou da fundação do Instituto Socioambiental (ISA), do qual foi secretário executivo à partir de 1999.
Tatto foi eleito deputado federal por São Paulo nas eleições estaduais de São Paulo em 2014 com 101.196 votos.
Em 2018 foi eleito para o segundo mandato de deputado federal pelo estado de São Paulo, com 124.281, sendo reeleito em 2022.